# La Joya (Antequera)
La Joya es una pedanía del municipio de Antequera, en la provincia de Málaga, Andalucía, España. Está situada al sur del término municipal, a unos 19 kilómetros del núcleo principal de Antequera, muy cerca del Paraje Natural de El Torcal. Cuenta con 855 habitantes (INE, 2021) dedicados a tareas agrícolas principalmente.
La localidad celebra su fiesta el último fin de semana de julio. Todos los años se le dedica un día de romería a su patrón, san Gabriel.